# 카인호아성
카인호아성(베트남어: Khánh Hòa / 慶和, 경화)은 베트남의 성 단위 지방 행정 자치체이다. 성도는 냐짱이며, 자오선 통과하는 부분에 위치하고, 동쪽은 동해(남중국해)와 접하고 있다. 대한민국의 울산광역시와 자매교류를 맺고 있다.

## 역사
지금 카인호아 지역은 다이비엣 점령되기 전에는 참파 왕국의 영토였으며, 1653년 응우옌 왕조의 응우옌 푹탄이 군대를 보내 판랑을 점령하게 했다. 응우옌 왕은 양도된 영토를 받아들이고, 이곳에 타이캉 성을 설치하고, 타이캉과 띠엔닌의 2개 구역으로 나누었다.
1832년 민망 황제의 통치 아래 이 지역은 카인호아로 이름을 바꾸었고, 네 개의 현을 포함한 두 개의 구역으로 나누었다. 푸띠엔카인은 프윽띠엔과 빈쓰엉 현을 포함하고 있다. 푸닌호아는 꽝프억과 딴딘 현을 포함하고 있었다.
프랑스령 인도차이나에서 이 지방의 성도는 띠엔카인 성채로 옮겨졌지만, 냐짱으로 1945년 다시 옮겨지게 되었다.
공산당 혁명 이후 사이공이 함락된 1975년 4월 30일 통일 정부는 푸옌과 카인호아 두 성을 합병하여 1975년 10월 29일 푸카인성으로 만들었다. 1977년 냐짱은 시로 승격되었으며, 1982년 국회는 스프래틀리 군도를 푸카인성에 병합하기로 결정했다.
1989년 6월 30일 베트남 의회는 이전 결정을 뒤집고, 푸칸성을 예전의 상태로 만들었다.

## 지리
카인호아성은 5,197 km2의 면적에 해안선이 다일란에서 깜라인만의 끝까지 385km의 길이로 이어져 있다. 카인호아성은 또한 큰 영해를 관리한다. 스프래틀리 군도는 카인호아성의 쯔엉사현의 일부분이다. 해안선은 여러 개의 만으로 둘러싸여 있는데, 그 중에서도 특히 4개의 만인 반퐁만, 냐푸만, 냐짱만 그리고 깜라인만은 산맥에 둘러싸인 약 200km2의 면적을 가지고 있으며, 이 중 깜라인만은 세계 3대 자연 항구 중 하나로 간주되고 있다. 깜라인만은 전략적으로 중요하며 역사를 통틀어 여러 주요 강대국들에 의해 해군기지로 이용되어 왔다.
카인호아성은 대부분이 산악 지형이다. 가장 높은 봉우리는 닥락성 경계에 있는 봉푸산(2051m)이다. 유일하게 큰 저지대는 성의 북쪽에 있는 닌호아 마을 주변에 위치해 있다. 부분적으로 이것의 결과로, 농업에 사용할 수 있는 땅은 많지 않다. 카인호아성 전체 면적의 16.7%인 871km2가 농사에 쓰이고 있는데, 이는 중남부 해안에서 가장 낮은 지역 중의 하나이다. 숲은 카인호아성 면적의 절반 이상을 차지하고 있다.

## 행정 구역

### 시
- 깜라인시 (Thành phố Cam Ranh / 柑欞市)
- 냐짱시 (Thành phố Nha Trang / 芽莊市)

### 시사
- 닌호아 시사 (Thị xã Ninh Hòa / 寧和市社)

### 현
- 깜럼현 (Huyện Cam Lâm / 柑林縣)
- 지엔카인현 (Huyện Diên Khánh / 延慶縣)
- 카인선현 (Huyện Khánh Sơn / 慶山縣)
- 카인빈현 (Huyện Khánh Vĩnh / 慶永縣)
- 쯔엉사현 (Huyện Trường Sa / 長沙縣)

스프래틀리 군도로 알려져 있으며, 베트남에서는 쯔엉사 군도
- 반닌현 (Huyện Vạn Ninh / 萬寧縣)

## 인구
2019.4.1 현재 기준으로 카인호아성의 인구는 123만 1107명으로, 이 중 대다수가 오스트로아시아어족인 베트남어를 사용하는 베트남의 지배적인 민족인 킨족이나 베트남인이다. 카인호아성에 거주하는 소수 민족은 참족 계열인 라글라이족, ‘해외’의 중국계인 호아족, 그리고 오스트로아시아어족인 꼬호족이 있다.
카인호아성은 2007년 전체 인구의 40.7%인 466,500명의 도시 인구를 갖고 있어 중남부 해안 지방에서 가장 도시화된 성이다. 2000년과 2007년 연평균 인구증가율은 1.26%로 지역 평균에 근접했다. 성장은 특히 도시와 시진에서 강세를 보였다(2.24%).

## 경제
2007년을 기준으로 1인당 GDP가 VND 1610만 동인 카인호아성은 베트남 중부(다낭 다음)에서 경제적으로 가장 발달한 지방이다. 농업 부문은 비교적 작지만 산업과 서비스가 강하다. 그 지방에는 아름다운 자연 경관과 해변이 있는데, 이 해변은 참족의 유산과 함께 많은 관광객들을 끌어들인다. 카인호아는 2007년 수출액 5억 3330만 달러, 수입액 2억 2,250만 달러로 최근 몇 년간 상당한 무역 흑자를 기록했다.

### 농업, 임업, 어업
평지가 부족하기 때문에, 카인호아성은 비교적 작은 농업 분야를 가지고 있다. 쌀 수확량은 2007년 18만 8500톤으로 중남부 해안에서 가장 낮다. 그러나 사탕수수 생산량(2007년 738,200톤), 캐슈넛(5238톤, 1.74%)이 더 크다.
카인호아성은 농업보다 어업에서 총 생산량이 높은 몇 안 되는 지방 중 하나이다. 이는 대부분 도내 양식장이 많아 어획량의 3분의 2 정도를 차지하고 있기 때문이다.

### 산업
냐짱은 남해안 제2의 산업 중심지로, 일반적으로 이 지방은 이 지역 산업 GDP의 5분의 1 이상을 차지한다. 식품 가공 산업은 규모가 크며, 특히 지역 어업 제품과 새우 양식장을 위한 식품을 가공하는 산업은 크다. 다른 산업 부문에서는 음료, 직물, 섬유, 종이 및 건축 자재를 생산한다.
산업 생산은 냐짱 내부와 주변에만 있는 것이 아니다. 이 지방은 30여 개의 공장이 딸린 깜라인 옛 러시아 해군기지 관련 투자도 큰 혜택을 봤다. 번퐁항(번퐁 경제 구역) 주변의 성 북부에 주요 신산업 중심지가 개발되고 있다.

## 같이 보기
- 깜라인만 - 베트남 & 러시아 해군기지